# Хэнд, Дэвид (аниматор)
Дэвид Додд Хэнд (англ. David Dodd Hand), также известен как Дэвид Д. Хэнд (англ. David D. Hand) (23 января 1900 — 11 октября 1986) — американский аниматор, продюсер и режиссёр анимации, известный своей работой в Walt Disney Productions. Он работал над многочисленными короткометражными мультфильмами Disney в 1930-х годах и вскоре стал руководящим режиссёром полнометражных мультфильмов «Белоснежка и семь гномов» (1937) и «Бэмби» (1942).

## Биография
Родившийся в Плейнфилде, штат Нью-Джерси, Дэвид Додд Хэнд начал свою анимационную карьеру, работая над мультфильмами Макса Флейшера «Out of the Inkwell» на протяжении 1920-х годов. Он присоединился к студии Disney в 1930 году во время её крупной кампании по набору лучших анимационных талантов.
Хэнд сразу же зарекомендовал себя как аниматор. К 1932 году он стал считаться одним из лучших аниматоров студии (несмотря на некоторые жалобы на то, что его работа была «слишком механической») и стал близким другом самого Диснея. Организаторские навыки Хэнда заставили Диснея выбрать его третьим режиссёром студии после Берта Джиллетта и Уилфреда Джексона.
Он сделал свой режиссёрский дебют для компании, сняв короткометражный мультфильм о Микки Маусе «Микки Маус на стройке» (1933), а затем снял короткометражные мультфильмы «Silly Symphony» и ещё о Микки Маусе включая: «Летающий мышонок» (1934), «Кто убил старину Робина?» (1935), «Три котёнка-беспризорника» (1935) и «Сквозь зеркало» (1936).
К концу 1930-х управленческие навыки Хэнда позволили ему подняться по иерархии студии и стать правой рукой Диснея. Но, как отмечает историк Майкл Бэрьер, «позиция Хэнда была принципиально несостоятельной — он был вторым лицом в организации, лидер которой, моложе самого Хэнда, не собирался когда-либо уходить в сторону или делиться реальной властью».

## Gaumont British Animation
Покинув Disney в 1944 году, Хэнд отправился в Англию и при поддержке Дж. Артура Рэнка в 1946 году основал Gaumont British Animation для производства серии мультфильмов под названием «Animaland» и другой серии под названием «Musical Paintbox». Они не смогли получить распространение в Соединённых Штатах (хотя они получили распространение в Канаде), и студия закрылась в 1950 году, что обрекло планы на создание двух полнометражных мультфильмов, адаптированных из романа Герберта Уэллса «Первые люди на Луне» и поэмы Льюиса Кэрролла «Охота на Снарка».
Он переехал в Колорадо, где следующие 18 лет проработал в компании Alexander Film Company, производившей рекламу и индустриальные фильмы.

## Личная жизнь
Дэвид Хэнд умер в Сан-Луисе-Обиспо, штат Калифорния в возрасте 86 лет.
Сын Хэнда, Дэвид Хейл Хэнд, основал компанию David Hand Productions, которая владеет правами на 19 короткометражных мультфильмов Gaumont — девять мультфильмов «Animaland» и десять мультфильмов «Musical Paintbox».
В 1994 году Хэнд был включен в программу «Легенды Диснея».

## Фильмография

### Аниматор
| - Out of the Inkwell (1919) - The Magic Lamp (1924) - Just Spooks (1925) - Dinky Doodle in the Army (1926) - Кактус Кид (1930) - Резвящаяся рыба (1930) - Бойцы с огнём (1930) - Арктические выходки (1930) - Полночь в магазине игрушек (1930) - Ночь (1930) - Заключённые (1930) - Обезьяньи мелодии (1930) - Тайна гориллы (1930) - Пикник (1930) - Зима (1930) - Дни первопроходцев (1930) - Игривый Пан (1930) | - Вечеринка на день рождения (1931) - Птичьи пёрышки (1931) - Дорожные неприятности (1931) - Кораблекрушение (1931) - Мелодии матушки-гусыни (1931) - Охота на лося (1931) - Китайская тарелка (1931) - Посыльный (1931) - Микки, твой выход (1931) - Кот убежал (1931) - Египетские мелодии (1931) - Вокруг рыбалки (1931) - Концерт со скотного двора (1931) - Охота на лис (1931) - Пляжная вечеринка (1931) - Микки газонокосильщик (1931) - Микки Маус и сироты (1931) | - Гадкий утёнок (1931) - Магазин птиц (1932) - Утиная охота (1932) - Мальчик с продуктами (1932) - Сумасшедшая собака (1932) - Медведи и пчелы (1932) - Микки в Аравии (1932) - Цветы и деревья (1932) - Просто собаки (1932) - Ночной кошмар Микки (1932) - Торговец Микки (1932) - Король Нептун (1932) - The Whoopee Party (1932) - Любовь жуков (1932) - The Wayward Canary (1932) - Победа через мощь в воздухе (руководитель анимации; 1943) |

### Режиссёр
| - The Cat’s Nine Lives (1926) - The Tail of the Monkey (1926) - Торговец Микки (1932) - Микки Маус на стройке (1933) - Безумный доктор (1933) - Весенние пташки (1933) - The Mail Pilot (1933) - Старый король Коль (1933) - Выезд на природу (1934) - Паровой каток Микки (1934) - Летающий мышонок (1934) - Похититель собак (1934) | - Робинзон Микки (1935) - Микки Маус и кенгуру (1935) - Котёнок воришка (1935) - Кто убил старину Робина? (1935) - Судный день Плуто (1935) - Три котёнка-беспризорника (1935) - Микки Маус и команда по игре в поло (1936) - Три маленьких волчонка (1936) - Сквозь зеркало (1936) - Покорители Альп (1936) - Три слепых мышкетёра (1936) - Микки и его слон (1936) | - Деревенский кузен (1936) - Мамаша Плуто (1936) - Ещё про котят (1936) - Magician Mickey (1937) - Маленький Гайавата (1937) - Белоснежка и семь гномов (руководящий режиссёр; 1937) - Мотыльки и пламя (1938) - Китоловы (1938) - Фантазия (1940) - Бэмби (руководящий режиссёр; 1942) - Mickey Mouse Disco (1980) |

### Продюсер
- The Lion (Felis Leo) (1948)
- The Cuckoo (1948)
- Wales (1948)
- The Thames (1948)
- The House-Cat (Felis Vulgaris) (1948)
- Somerset (1949)
- A Fantasy on Ireland (1949)
- Yorkshire Ditty (1949)
- Ginger Nutt’s Bee-Bother (1949)
- Sketches of Scotland (1949)
- Cornwall (1949)
- Canterbury Road (1949)
- The Ostrich (1949)
- The Australian Platypus (1949)
- It’s a Lovely Day (1949)
- Ginger Nutt’s Christmas Circus (1949)
- Ginger Nutt’s Forest Dragon (1950)
- Devon Whey (1950)
- A Fantasy on London Life (1950)

## Награды
- 1943 — Премия «Хьюго» в категории «Лучшая постановка, малая форма» («Бэмби»)[7]
- 1984 — премия Уинзора Маккея
- 1994 — премия Легенды Диснея